# نیو بوفالو، میشیگان
نیو بوفالو (به انگلیسی: New Buffalo Township) یک منطقهٔ مسکونی در ایالات متحده آمریکا است که در شهرستان برین، میشیگان واقع شده‌است.
 نیو بوفالو ۵۲٫۵ کیلومتر مربع مساحت و ۲٬۳۸۶ نفر جمعیت دارد و ۱۹۹ متر بالاتر از سطح دریا واقع شده‌است.